# Matthias Gfrörer
Matthias Gfrörer (* 23. Juli 1978) ist ein deutscher Koch und Gastronom. Gemeinsam mit seiner Frau Rebecca betreibt er das Restaurant Gutsküche Wulksfelde in Tangstedt bei Hamburg, mit vegetarisch ausgerichteter Bio-Küche.

## Werdegang
Gfrörer ist gebürtiger Hamburger. Seine Ausbildung absolvierte er im Hotel Vier Jahreszeiten in Hamburg.
Als weitere Stationen seiner Kochkarriere folgten u. a. das Landhaus Scherrer an der Hamburger Elbchaussee.
Geprägt hat ihn Anfang der 2000er Jahre auch das Margaux in Berlin. Matthias Gfrörer zog es im Laufe seiner Karriere aber immer auch ins Ausland, zum Beispiel kochte er in den USA („The. Manor“ /West Orange NY), Monte Carlo,  („Vista Palace”) oder in Barcelona (“El Raco de Can Fabes).
Nach einem Engagement in Dubai, entschlossen sich die Gfrörers 2009, nach 15 Jahren unterwegs, in die Heimat zurückzukehren und landeten in Wulksfelde, wo sie auch ihre zwei Kinder bekamen.

## Auszeichnungen
- 2021 Grüner Stern für nachhaltige Gastronomie[4], Guide Michelin

## Publikationen
- 2019: Gutsküche – Geschmack ist meine Heimat, Südwest Verlag, München 2019, ISBN 978-3-517 098609.
- 2024: Gemüse gut, alles gut: 100 % vegetarische Genussküche, Südwest Verlag, München 2024, ISBN 978-3-517-10133-0